# Pachycordyle napolitana
Pachycordyle napolitana is een hydroïdpoliep uit de familie Bougainvilliidae. De poliep komt uit het geslacht Pachycordyle. Pachycordyle napolitana werd in 1883 voor het eerst wetenschappelijk beschreven door Weismann. 